# Irurtzun
Irurtzun là một đô thị trong tỉnh và cộng đồng tự trị Navarre, Tây Ban Nha. Đô thị này có diện tích là 3,5 ki-lô-mét vuông, dân số năm 2009 là 2225 người với mật độ người/km²